# Cantó de La Vaur
El cantó de La Vaur és un cantó francès del departament del Tarn, a la regió d'Occitània. Està situat al districte de Castres i té 19 municipis. El cap cantonal és La Vaur.

## Municipis
- Ambres
- Banhièras
- Bèlcastèl
- Garrigas
- Girocens
- La Bastida Sant Jòrdi
- La Cogòta Cadol
- La Vaur
- Luganh
- Sant Salvaire
- Montcabrièr
- Sanch Inhan
- Sant Joan de Ribas
- Sant Lionç de la Vaur
- Sant Somplesi
- Taulat
- Velhas
- Vilanava de la Vaur
- Vivièrs de la Vaur

## Història
| Data d'elecció                           | Identitat         | Partit           | Qualitat |
| ---------------------------------------- | ----------------- | ---------------- | -------- |
| 1982-1988                                | Jacques Esparbié  | PRG, després UDF |          |
| 1988-1994                                | Pierre Lozar      | PS               |          |
| 1994-2001                                | Bernard Carayon   | RPR, després UMP |          |
| 2008-                                    | Joseph Dalla Riva | UDF, després UMP |          |
| les dades anteriors no són pas conegudes |                   |                  |          |
|                                          |                   |                  |          |

## Demografia
| 1962   | 1968   | 1975   | 1982   | 1990   | 1999   | 2007   |
| ------ | ------ | ------ | ------ | ------ | ------ | ------ |
| 12.951 | 15.109 | 15.982 | 16.867 | 17.935 | 19.436 | 25.341 |